# Partido do Congresso do Malawi
O Partido do Congresso do Malawi (MCP) é um partido político no Malawi. Foi formado como um partido sucessor do banido Congresso Africano de Niassalândia quando o país, então conhecido como Niassalândia, estava sob o domínio britânico. O MCP, sob a presidência de Hastings Banda, presidiu a independência do Malawi em 1964 e, de 1966 a 1993, foi o único partido legal no país. Continua sendo uma força importante no país desde a perda de poder. Nas eleições de 2009, recebeu aproximadamente 30% dos votos nacionais. Nas eleições de 2020, Lazarus Chakwera, presidente do MCP, foi eleito presidente do país, recebendo 59.34% dos votos.